# Chiuduno
Chiuduno – miejscowość i gmina we Włoszech, w regionie Lombardia, w prowincji Bergamo.
Według danych na I 2009 gminę zamieszkiwało 5775 osób przy gęstości zaludnienia 875 os./1 km².